# Gode (Éthiopie)
Pour les articles homonymes, voir Gode.
Gode (en somali : Godey, en amharique : ጎዴ) est une ville et un woreda de l'est de l'Éthiopie, chef-lieu de la zone Shabelle dans la région Somali. Sa population atteint 43 234 habitants en 2007.
Gode se situe vers 300 m d'altitude au bord du Chébéli, environ 170 km au sud-ouest de Kebri Dehar.
Cette ville fut une place forte de l’armée éthiopienne avec des fortifications soviétiques et une garnison de 35 000 hommes. La plus sanglante bataille entre la Somalie et l’Éthiopie se déroula en 1977. Cette ville de taille modeste est connue de tout le peuple somali. Cette victoire fait encore la fierté du peuple somali et a donné lieu a des chansons, des poèmes dont le plus célèbre dit "DES HOMMES SONT ENTRÉS A GODEY"[réf. souhaitée].
Ancienne capitale administrative de l'awraja Gode dans la province du Hararghe, elle devient à la fin du XXe siècle le chef-lieu de la zone Gode de la région Somali. La zone est plus connue actuellement sous le nom de Shabelle dérivé de la rivière Chébéli.
Le recensement national de 2007 fait déjà état d'une population de 43 234 habitants dans la ville.
Elle obtient récemment le statut de woreda et forme désormais un district urbain  de 78 km2 enclavé dans le woreda environnant,.